# Jorge Lavelli
Jorge Lavelli   (Buenos Aires, 11 de novembre de 1931 - 13è districte de París, 9 d'octubre de 2023) va ser un director de teatre i d'òpera argentí, que també tenia ciutadania francesa. Creador d'un estil de teatre musical i fundador del Théâtre National de la Colline a París que va dirigir fins a 1996. Entre les seves posades en escena destaca la difusió mundial que va fer del teatre de Witold Gombrowicz i de Copi. És considerat un dels directors que més va renovar el teatre francès, al costat de Jean-Louis Barrault i Peter Brook. Lavelli va destacar per la seva preocupació de representar un teatre viu, vigent i atractiu, plenament relacionat amb les problemàtiques contemporànies. Va dirigir la companyia Le Mechant Theatre (el Mal Teatre).

## Biografia
Jorge Lavelli va néixer a Buenos Aires el 1932 i va anar a viure a París en la dècada del 60. Va posar-se en escena per primera vegada i va difondre a França i Alemanya l'obra de Witold Gombrowicz, estrenant El casament (1963), Yvonne, princesa de Borgonya (1965) i Opereta (1971-1989). També va destacar per representar el teatre de Copi i d'altres dramaturgs, com Fernando Arrabal, René de Obaldia, Peter Handke, Harold Pinter, Serge Rezvani i Roberto Athayde.
El 1969 va començar a treballar amb teatre musical i posà en escena òperes, entre elles de diversos autors moderns com Maurice Ravel, Claude Debussy, Ígor Stravinski, Béla Bartók, Heinrich Sutermeister, Serguei Prokófiev, Maurice Ohana, Luigi Nono, i clàssics com Georges Bizet, Jean-Philippe Rameau, Marc-Antoine Charpentier, Georg Friedrich Händel, Ludwig Van Beethoven, Charles Gounod, Giuseppe Verdi, Giacomo Puccini, Vincenzo Bellini i Wolfgang Amadeus Mozart.
El 1977 obtingué la nacionalitat francesa.
A l'Argentina, Lavelli va dirigir diverses obres a la Sala Martín Coronado del Teatre San Martín com Yvonne, princesa de Borgonya el 1972, Macbeth d'Eugène Ionesco amb el Théâtre National de la Colline el 1993, Sis personatges a la recerca d'autor de Luigi Pirandello el 1998, Mein Kampf, farsa de George Tabori el 2000 i El Rei Lear de William Shakespeare el 2006. A Buenos Aires també va presentar al Teatre Colón les òperes El Cas Makropoulos de Leoš Janáček el 1986 i Pelléas i Mélisande de Claude Debussy el 1999.
A Espanya va presentar Eslavos, el 1997 i A casa/En Kabul, el 2003 amb la Comédie-Française, ambdues de Tony Kushner. L'agost de 2008 va dirigir Edipo Rey al 54è Festival de Teatre Romà de Mérida.
A Catalunya el 23 de juliol de 2010 s'estrenà dins el Festival ETC al Camp de Mart de Tarragona L'avar de Molière dirigit per Lavelli. Amb un repartiment de 15 actors encapçalats per Juan Luis Galiardo. Un espectacle estrenat al Teatre Maria Guerrero, seu del Centro Dramático Nacional, i que amb aquesta actuació va iniciar una gira. Al Teatre Poliorama va estrenar Una visita inoportuna amb la Companyia Flotats i Enric Majó entre altres actors.